# SSAB
SSAB (швед. SSAB Svenskt Stål AB) — шведська сталеливарна компанія, одна з найбільших металургійних компаній у Європі з представництвами у понад 40 країнах. 
Компанія створена в 1978 році. 2007 року обіг SSAB становив 48 млрд шведських крон (€4,57 млрд).

## Історія
Штаб-квартира знаходиться в центрі Стокгольма. SSAB спочатку зазнавав збитків протягом 1978-1981 років і став прибутковим у 1982 році. Він займається виробництвом сталі та сталевих виробів —  як стандартизованих, так і спеціалізованих для різних сфер і цілей. Окрім виробництва сталі, компанія також співпрацює з проєктними фірмами під час виконання ними архітектурних проєктів. Його науково-дослідний відділ працює з клієнтами, щоб надати індивідуальні рішення для нових проєктів. У 2014 році SSAB став членом чотирирічної пілотної програми «Steel Eco-System», спонсорованої шведським урядом. 
У листопаді 2017 року ринкова капіталізація компанії становила 35,55 мільярда доларів США, і вона торгується на Стокгольмській біржі NASDAQ. Компанія також є спонсором премії SSAB Swedish Steel Prize. Діяльність SSAB, яка включає SSAB Special Steels, SSAB Europe та SSAB Americas, а також її дочірні компанії Ruukki Construction і Tibnor. SSAB володіє такими брендами, як SSAB Domex, Hardox, Docol, GreenCoat, Armox і Toolox.
У 2021 році SSAB виготовив першу сталь, не використовуючи викопне паливо. Створена за допомогою водню замість традиційних методів, які потребують процесу коксування, перша сталь без викопних речовин була доставлена Volvo на пробній основі.